# Alain Bernheim
Pour les articles homonymes, voir Bernheim.
Alain Bernheim, né le 23 mai 1931 à Paris (France) et mort le 26 décembre 2022 à Montreux (Suisse),  est un pianiste français et un spécialiste de la franc-maçonnerie.

## Biographie

### Jeunesse et carrière musicale
À l'âge de 12 ans, Alain Bernheim est arrêté par la Gestapo et interné au Camp de Drancy. À 15 ans, il représente le lycée Janson-de-Sailly au Concours général de philosophie. Il étudie au Conservatoire de Paris. Il est l'un des premiers étudiants à bénéficier du programme Fulbright, qui lui permet de financer un séjour au  New England Conservatory of Music de Boston. Il remporte le second prix, en compagnie de Vladimir Ashkenazy, au concours international de Bucarest de 1953.[réf. souhaitée] Il a donné environ deux mille concerts jusqu'en 1980. Mais il doit arrêter sa carrière musicale pour des raisons de santé.

### La franc-maçonnerie
Initié au Grand Orient de France en 1963, il appartient à la Grande Loge Suisse Alpina et à la Grande Loge régulière de Belgique (PVM d’Ars Macionica no 30).  En 2010, il a été le premier Français élu membre actif de la loge Quatuor Coronati no 2076 (Grande Loge unie d’Angleterre) dont il a démissionné en 2014 alors qu'il en était premier surveillant.
Trente-troisième du Suprême Conseil de la Juridiction Sud des États-Unis, Grand Capitulaire du Grand Prieuré de Belgique, membre de l’Ordre Royal d’Écosse, membre d'honneur et Grand Commandeur Honoris Causa du Suprême Conseil de France.
Norman Spencer Award de la loge Quatuor Coronati no 2076 (1986 et 1993). Certificate of Literature de la Philalethes Society (1997). Blue Friar (2007). Albert Gallatin Mackey Scholar Award for Lifetime Achievement, Scottish Rite Research Society (2009). Prix Caroubi du Suprême Conseil de France (2010). Prix littéraire de la Maçonnerie française pour Le rite en 33 grades De Frederick Dalcho à Charles Riandey (2011). Prix Spécial Acacia d'Or du Salon du Livre Maçonnique pour l'ensemble de son œuvre (2014).
Il meurt le 26 décembre 2022 à Montreux en Suisse à l'âge de 91 ans,.

## Publications principales
- Introduction et index pour la réimpression de Histoire du Grand Orient de France 1865) de A. G. Jouaust. Paris : Télètes. 1989.  (ISBN 2-906031-16-X)
- Introduction-Avertissement - Réimpression en fac-similé du Mémoire Justificatif de Brest De La Chaussée (1773) et de l'Histoire de la Fondation du Grand Orient de France (1812) de C.-A. Thory. Genève-Paris : Slatkine. 1992.  (ISBN 2-05-101255-5)
- Préface à la traduction française de The Origins of Freemasonry - Scotland's century 1590-1710, David Stevenson, Paris : Télètes. 1993.  (ISBN 2-906031-33-X)
- Les débuts de la franc-maçonnerie à Genève et en Suisse. Avec un essai de répertoire et de généalogie des loges de Genève (1736-1994), Slatkine, Genève, 1994, 674 pp..  (ISBN 978-2-05-101316-1)
- (en-US) Introduction et index de la réimpression de Outline on the Rise and Progress of Freemasonry in Louisiana, James B. Scot, Michael Poll Publishing, 1995.  (ISBN 1-887560-00-9).
- (en-US) Heredom : The Transactions of the Scottish Rite Research Society, avec S. Brent Morris, W. Kirk MacNulty et William D Moore, 1996.
- Collectif, (collaboration) Encyclopédie de la Franc-maçonnerie, Librairie générale française, collection « pochotèque », Paris, 2000, 982 pp.  (ISBN 978-2-253-13252-3)
- Hommage à Jean Émile Daruty (préface à la seconde réimpression en fac-similé des Recherches sur le Rite Écossais Ancien et Accepté, 1879-1880). Paris : Télètes. 2001.  (ISBN 2-906031-52-6).
- Collectif, (collaboration) Freemasonry in Context, Lexington Books, 2003, 348 pp.  (ISBN 978-0-7391-0781-2)
- Réalité Maçonnique. Masonica, revue du Groupe de Recherche Alpina, Lausanne, 2007.
- Une certaine idée de la franc-maçonnerie, préface d'Arturo de Hoyos, Éditions Dervy, Paris, 2008  (ISBN 978-2-84454-564-0)
- Les lectures incertaines de Charles Porset, in: Humanisme, Paris, octobre 2009, no 286, p. 104-109.
- Le rite en 33 grades - De Frederick Dalcho à Charles Riandey, Éditions  Dervy, Paris, 2011, 694 pp.  (ISBN 978-2-84454-655-5)
- Ramsay et ses deux discours, Éditions Télétes, Paris, 2012, 96 pp.  (ISBN 2906031747)
- Les deux plus anciens manuscrits des grades symboliques de la franc-maçonnerie de langue française, Éditions Dervy, Paris, 2013.
- Régularité maçonnique, Éditions  Télètes, Paris, 2015, 112 pp.  (ISBN 978-2-90-6031-975)
- (en-US) Freemasonry’s Royal Secret – The “Francken Manuscript” of the High Degrees, introduction par Alain Bernheim, 33° et Arturo de Hoyos, 33°, G.C. – The Scottish Rite Research Society (Washington, D.C.).  (ISBN 978-0-9837738-6-3).
- Préface pour De l’Écosse à l’Écossisme, de Louis Trébuchet. Éditions Ubik. 2015.  (ISBN 978-2919656-23-3).
- (en-US) Masoniuc Regularity, Westphalia Press (Washington, D.C.).  (ISBN 9781-63391-408-7).
- Une histoire secrète du Rite Écossais Rectifié, Éditions Slatkine, 2017.   (ISBN 978-2-05-102801-1)

Il est également auteur d'environ cent cinquante publications en français, anglais et allemand dans la presse spécialisée consacrée à la franc-maçonnerie.